# John Bush (Musiker)

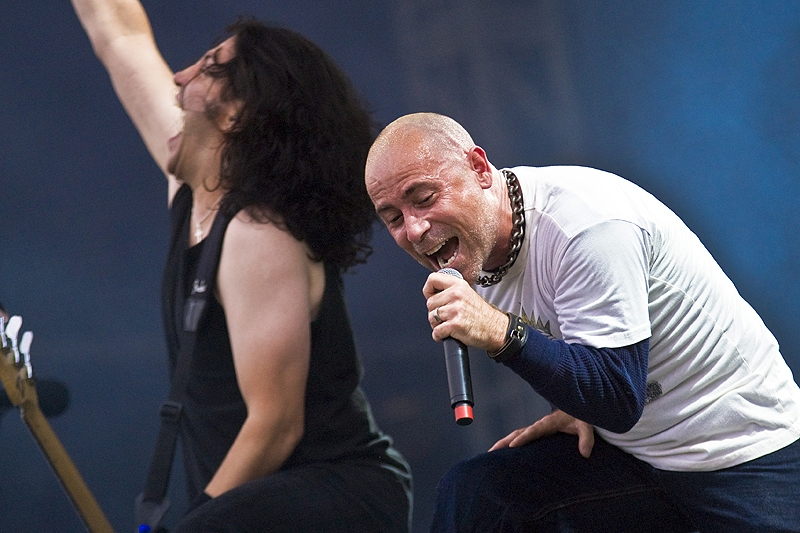
John Bush 2009 (rechts)

John Bush (* 24. August 1963 in Los Angeles) ist ein US-amerikanischer Sänger. Er ist Leadsänger und Frontmann der Band Armored Saint. Zwischenzeitlich war Bush bei der Band Anthrax aktiv.

## Leben
Bush gehörte im Jahre 1982 zu den Gründungsmitgliedern der Band Armored Saint, die mit Bush als Sänger fünf Studioalben veröffentlichten. Im Jahre 1983 spielte die Band Metallica erstmals als Vorgruppe für Armored Saint. Metallica waren von Bushs Darbietungen begeistert und versuchten ihn für ihre Band zu gewinnen, zumal Metallica-Sänger James Hetfield unsicher über seine eigenen Gesangsleistungen war. Bevor Metallica ihr Debütalbum Kill ’Em All einspielten bot die Band Bush den Posten als Sänger an. Bush verzichtete jedoch, da er seine Bandkollegen von Armored Saint, mit denen er aufwuchs, nicht im Stich lassen wollte. Auch vor den Aufnahmen zum zweiten Metallica-Album Ride the Lightning versuchten Metallica vergeblich, Bush zu einem Bandwechsel zu überreden.

„Wer weiß, ob Metallica mit mir als Sänger jemals so erfolgreich gewesen wäre. Ich kann mir Ride the Lightning jedenfalls schlecht mit John-Bush-Vocals vorstellen.“

Im Jahre 1992 lösten sich Armored Saint auf, nachdem John Bush das Angebot der Band Anthrax annahm, Nachfolger von Joey Belladonna zu werden. Mit Anthrax nahm Bush vier Studioalben und die Kompilation The Greater of Two Evils, bei der Bush einige Lieder der Belladonna-Ära neu einsang, auf. Bushs erstes Werk mit Anthrax, Sound of White Noise, wurde in den Vereinigten Staaten mit einer Goldenen Schallplatte ausgezeichnet. Im Jahre 2000 kam es zu einer Wiedervereinigung von Armored Saint, die mit Revelation ein neues Studioalbum veröffentlichten.
Fünf Jahre später vereinigte sich Anthrax erneut in der Besetzung des Albums Among the Living mit Joey Belladonna. Nach dem Abschied Belladonnas 2007 sollte Bush zurückkehren, was dieser jedoch ablehnte. Als Belladonnas Nachfolger Dan Nelson die Band im Jahre 2009 verließ, kehrte Bush für einige Festivalauftritte zurück. Ein Jahr später trat Bush als Gastsänger auf dem selbstbetitelten Album der deutschen Instrumentalrockband Long Distance Calling auf und sang im Dezember 2011 bei einem Metallica-Konzert das Lied The Four Horsemen.
John Bush ist verheiratet und hat einen Sohn und eine Tochter. Ende der 2000er Jahre war Bushs Stimme in Werbespots der Schnellrestaurantkette Burger King zu hören.

## Diskografie
mit Armored Saint
siehe Armored_Saint#Diskografie
mit Anthrax
- 1993: Sound of White Noise
- 1995: Stomp 442
- 1998: Volume 8: The Threat Is Real
- 2003: We’ve Come for You All
- 2004: The Greater of Two Evils

als Gastmusiker
- 1994: Joey Vera – Replacing You (auf dem Album A Thousand Faces)
- 2000: Six Feet Under – Blackout (auf dem Album Graveyard Classics)
- 2007: Nuclear Blast Allstars – Paper Trail (auf dem Album Out of the Dark)
- 2010: Long Distance Calling – Middleville (auf dem Album Long Distance Calling)
- 2018: Metal Allegiance – Bound by Silence (auf dem Album Volume II: Power Drunk Majesty)